# Francisco Colom Polo

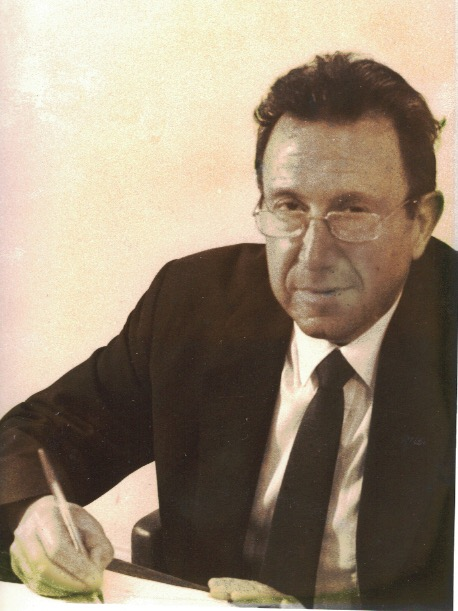
Fotografía de Francisco Colom Polo

Francisco Colom Polo (Cullera, Valencia, 1927 – Madrid, 2011) fue un científico español y Profesor de Investigación del Instituto de Química-Física Rocasolano, dependiente del Consejo Superior de Investigaciones Científicas (CSIC) de España.

## Biografía
Se licenció en Ciencias Químicas por la Universidad de Valencia en 1951 y obtuvo el grado de Doctor en esa especialidad por la Universidad Complutense de Madrid en 1954 bajo la dirección del Prof. Antonio Rius Miró. Ayudante de cátedra en la Facultad de Ciencias Químicas de la Universidad Complutense, en el año 1957 se trasladó a los Estados Unidos con un contrato como investigador asociado en el laboratorio de química John Harrison de la Universidad de Pensilvania, en Filadelfia, con el Prof. John Bockris. Al curso siguiente se le concedió una beca de investigación posdoctoral en el Instituto Politécnico Rensselaer de Troy, en el estado de Nueva York. Cuando regresó a Madrid en 1959 obtuvo una ayuda de la Fundación Juan March para el estudio de los procesos electrolíticos del germanio y se incorporó al equipo del Prof. Joan Llopis Marí en el Instituto Rocasolano del CSIC, del que sería director entre 1979 y 1992. Durante su carrera dirigió y publicó numerosos trabajos de investigación y ejerció como asesor científico en contratos del Estado con la industria.

## Investigaciones
Sus temas de investigación se centraron en metales especiales de difícil obtención a temperatura ambiente o en medios acuosos, como el aluminio, el titanio y otros que requieren una producción a partir de sales minerales fundidas a alta temperatura. También trabajó sobre la corrosión de metales o aleaciones en la construcción de algunas pilas atómicas. En la línea de electro-catalizadores se interesó por el uso y comportamiento de metales nobles en la producción de electrodos de baterías eléctricas. De sus trabajos con los metales nobles cabría destacar el del anión perclorato. Tradicionalmente se consideraba que este anión era el ideal para un electrolito de soporte inerte por dos razones: su estabilidad electroquímica y su casi nula tendencia a adsorberse, debido a su gran tamaño. Sin embargo, Colom descubrió que sobre rutenio el perclorato se reducía a cloruro a potenciales en la zona de absorción de hidrógeno. El mecanismo de reacción era singular, porque la reducción tenía lugar durante el barrido positivo. Estudió también la electrodeposición de antimonio, bismuto y germanio desde sales fundidas y la corrosión del hierro y de aceros en sales fundidas.

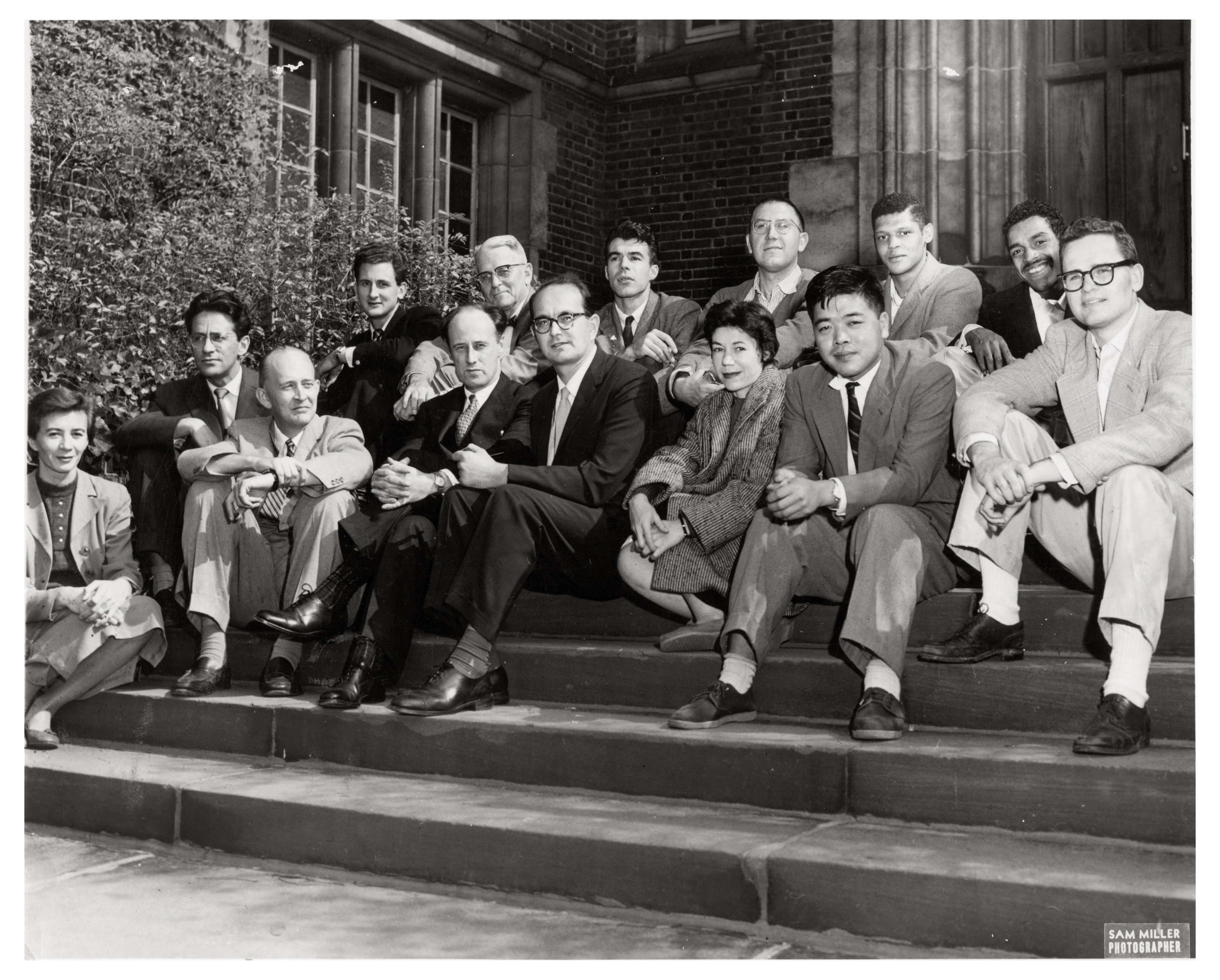
Francisco Colom (última fila) con el equipo de investigadores del John Harrison Laboratory of Chemistry (Filadelfia) en 1957.

Sus trabajos sobre los metales del grupo del platino alcanzaron un notable reconocimiento internacional. Prueba de ello es que Llopis y Colom fueron elegidos para redactar los capítulos de platino, iridio, osmio y paladio en la Encyclopedia of Electrochemistry of the Elements, editada por el Prof. Allen J. Bard. Más tarde, Colom escribió los capítulos de todos los metales del grupo del platino en el libro Standard Potentials in Aqueous Solutions, editado por Allen J. Bard, Roger Parsons y Joseph Jordan.
Fue presidente del Comité Organizador del XXXVI Congreso de la International Society of Electrochemistry (ISE), que tuvo lugar en Salamanca en 1985. También fue el representante español en la ISE de 1982 a 1988 y en el panel Selective Activation of Molecules de la División de Asuntos Científicos de la OTAN de 1985 a 1988. Entre 1990 y 1995 fue Presidente del Grupo de Electroquímica en el seno de la Real Sociedad Española de Química.

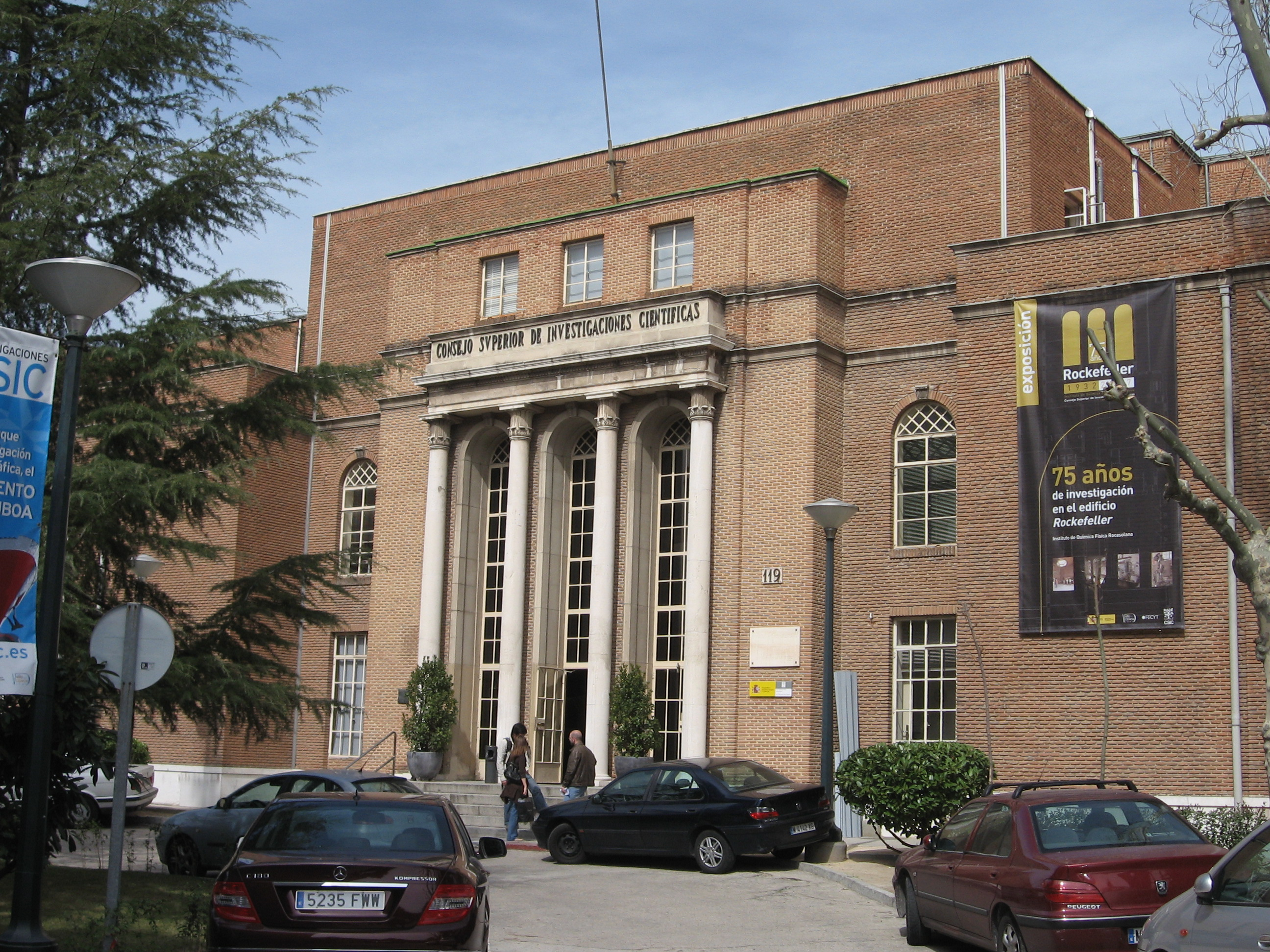
Instituto Rocasolano. Edificio Rockefeller.